# 이유영
이유영(1989년 12월 8일 ~ )은 대한민국의 배우이다.

## 개요
이유영은 1989년 12월 8일, 서울에서 태어났다. 그녀는 고등학교 졸업 후 대학에 진학하지 않고 미용실에서 미용사 보조 일을 하다가 2010년에 한국예술종합학교 연극원 연기과에 진학하였다.
한국예술종합학교 재학 중 상업영화 데뷔작인 2014년 영화 《봄》으로 밀라노 국제 영화제에서 여우주연상을 받으며 주목을 받기 시작했다. 이유영은 이 영화에서 정숙(김서형 분)에게 돈을 받고 정숙의 남편이자 불치병에 걸려 실의에 빠진 조각가 준구(박용우 분)의 누드 모델이 되는 가난한 시골 여자 민경을 연기했다. 이 역할을 연기한 배경으로 이유영은 “시나리오를 읽고 한눈에 사랑에 빠졌다”라고 말하였고, 노출 때문에 지인과 가족들에게 영화를 보여주기엔 걱정이 앞섰지만 엄마의 "넌 너의 연기, 너의 몸이 창피하니?"라는 한마디에 용기를 냈다고 한다.
그녀는 이 작품으로 이듬해인 2015년 올해의 영화상, 부일영화상과 대종상영화제에서 여우신인상을 수상하였고, 2015년에는 영화 《간신》으로 그해 청룡영화상에서 신인여우상을 수상하였다.

## 학력
- 서울중계초등학교(졸업)
- 신양중학교(졸업)
- 자양고등학교(졸업)
- 한국예술종합학교 연극원 연기과(예술과)

## 출연 작품

### 장편 영화
| 연도 | 제목                     | 역할             | 비고     |
| ---- | ------------------------ | ---------------- | -------- |
| 2013 | 《숨바꼭질》             | 성수 카페 알바녀 | 단역     |
| 2014 | 《봄》                   | 민경             |          |
| 2015 | 《간신》                 | 설중매           |          |
| 2015 | 《그놈이다》             | 시은             |          |
| 2016 | 《특근》                 | 매구             | 특별출연 |
| 2016 | 《당신자신과 당신의 것》 | 소민정           |          |
| 2018 | 《나를 기억해》          | 한서린           |          |
| 2018 | 《허스토리》             | 류선영           | 우정출연 |
| 2018 | 《원더풀 고스트》        | 홍현지           |          |
| 2018 | 《풀잎들》               | 순영             | 조연     |
| 2019 | 《악질경찰》             | 양희숙           | 특별출연 |
| 2019 | 《집 이야기》            | 은서             |          |
| 2019 | 《아무것 또는 모든 것》  |                  |          |
| 2020 | 《디바》                 | 수진             |          |
| 2021 | 《장르만 로맨스》        | 정원             |          |
| 2021 | 《간호중》               | 간호중 /연정인   |          |
| 2024 | 《세기말의 사랑》        | 김영미           |          |
| 2024 | 《소방관》               | 서희             |          |

### 단편 영화
| 연도 | 제목                       | 역할 | 비고 |
| ---- | -------------------------- | ---- | ---- |
| 2012 | 《꽃은 시드는 게 아니라…》 | 수영 | 주연 |
| 2012 | 《남자들》                 | 하나 | 주연 |
| 2014 | 《그녀의 냉면 계산법》     | 서연 | 주연 |
| 2015 | 《강아지를 부탁해》        |      | 주연 |
| 2015 | 《고란살》                 | 정원 | 주연 |
| 2016 | 《미스터 쿠퍼》            | 인애 | 주연 |

### 드라마
| 연도 | 방송     | 제목                            | 역할            | 비고     |
| ---- | -------- | ------------------------------- | --------------- | -------- |
| 2017 | OCN      | 《터널》                        | 신재이          |          |
| 2018 | MBC      | 《미치겠다, 너땜에!》           | 한은성          |          |
| 2018 | SBS      | 《친애하는 판사님께》           | 송소은          |          |
| 2019 | KBS2     | 《국민 여러분!》                | 김미영          |          |
| 2019 | OCN      | 《모두의 거짓말》               | 김서희          |          |
| 2020 | MBC      | 《시네마틱드라마 SF8 - 간호중》 | 간호중 / 연정인 | 1인2역   |
| 2020 | KBS2     | 《드라마 스페셜 - 연애의 흔적》 | 이주영          |          |
| 2021 | 애플 TV+ | 《Dr. 브레인》                  | 정제이          |          |
| 2022 | JTBC     | 《인사이더》                    | 오수연          |          |
| 2024 | KBS2     | 《함부로 대해줘》               | 김홍도          | 16부작   |
| 2025 | tvN      | 《서초동》                      | 박수정          | 특별출연 |

## 그 외 활동

### 텔레비전 프로그램
| 연도 | 방송일    | 방송사 | 제목                           | 역할   | 비고  |
| ---- | --------- | ------ | ------------------------------ | ------ | ----- |
| 2016 | 1월 14일  | KBS2   | 《해피투게더 시즌 3》          | 게스트 | 431회 |
| 2022 | 6월 11일  | JTBC   | 《아는형님》                   | 게스트 | 336회 |
| 2022 | 10월 27일 | SBS    | 찐친 이상 출발 딱 한 번 간다면 | 게스트 |       |

### 라디오 프로그램
| 연도 | 방송일   | 방송사    | 제목                | 역할   | 비고 |
| ---- | -------- | --------- | ------------------- | ------ | ---- |
| 2018 | 7월 25일 | SBS파워FM | 《두시탈출 컬투쇼》 | 게스트 |      |

### 음반
| 연도 | 곡명        | 수록 음반             | 비고 |
| ---- | ----------- | --------------------- | ---- |
| 2018 | 해 달 별 빛 | 《원더풀 고스트》 OST |      |

## 광고
| 연도 | 기업명           | 제품명   | 종류               | 공동 출연 |
| ---- | ---------------- | -------- | ------------------ | --------- |
| 2014 | 동아오츠카       | 박카스   | 에너지 음료        |           |
| 2015 | 듀오정보         | 듀오     | 결혼정보회사       |           |
| 2018 | (주)데코앤이     | 데코앤이 | 여성의류           |           |
| 2019 | (주)윕메니지먼트 | 뉴아     | 뷰티 케어 의료기기 |           |

## 수상 및 후보
| 연도 | 시상식                                                | 부문                           | 작품                                | 결과 | 출처   |
| ---- | ----------------------------------------------------- | ------------------------------ | ----------------------------------- | ---- | ------ |
| 2014 | 제14회 밀라노 국제 영화제                             | 여우주연상                     | 《봄》                              | 수상 | [ 9 ]  |
| 2015 | 제6회 올해의 영화상                                   | 여우신인상                     | 《봄》                              | 수상 | [ 7 ]  |
| 2015 | 제24회 부일영화상                                     | 신인 여자연기상                | 《봄》                              | 수상 | [ 8 ]  |
| 2015 | 제52회 대종상                                         | 신인여우상                     | 《봄》                              | 수상 | [ 10 ] |
| 2015 | 제36회 청룡영화상                                     | 신인여우상                     | 《간신》                            | 수상 | [ 11 ] |
| 2015 | 한국영화배우협회 스타의 밤 - 대한민국 톱스타상 시상식 | 한국영화 인기스타상            | 《간신》                            | 수상 | [ 12 ] |
| 2016 | 제21회 춘사영화상                                     | 신인여우상                     | 《간신》                            | 후보 |        |
| 2017 | 제4회 들꽃영화상                                      | 여우주연상                     | 《당신자신과 당신의 것》            | 후보 |        |
| 2018 | 제6회 아시아태평양 스타 어워즈                        | 여자 신인상                    | 《친애하는 판사님께》               | 후보 |        |
| 2018 | 제2회 더 서울어워즈                                   | 드라마부문 여우신인상          | 《친애하는 판사님께》               | 후보 |        |
| 2018 | SBS 연기대상                                          | 수목드라마부문 여자 우수연기상 | 《친애하는 판사님께》               | 후보 |        |
| 2018 | SBS 연기대상                                          | 여자 신인연기상                | 《친애하는 판사님께》               | 수상 |        |
| 2019 | 제28회 부일영화상                                     | 여자 인기스타상                | 《풀잎들》                          | 후보 |        |
| 2019 | 제12회 코리아 드라마 어워즈                           | 여자 우수연기상                | 《국민 여러분!》                    | 후보 |        |
| 2019 | KBS 연기대상                                          | 여자 신인연기상                | 《국민 여러분!》                    | 후보 |        |
| 2019 | KBS 연기대상                                          | 중편드라마부문 여자 우수연기상 | 《국민 여러분!》                    | 후보 |        |
| 2019 | KBS 연기대상                                          | 네티즌상 - 여자부문            | 《국민 여러분!》                    | 후보 |        |
| 2019 | KBS 연기대상                                          | 베스트 커플상 (with 최시원)    | 《국민 여러분!》                    | 후보 |        |
| 2020 | 제7회 들꽃영화상                                      | 여우주연상                     | 《집 이야기》                       | 후보 |        |
| 2020 | KBS 연기대상                                          | 여자 연작단막극상              | 《KBS 드라마 스페셜 - 연애의 흔적》 | 수상 |        |
| 2024 | KBS 연기대상                                          | 미니시리즈부문 여자 우수연기상 | 《함부로 대해줘》                   | 후보 |        |
| 2024 | KBS 연기대상                                          | 여자 인기상                    | 《함부로 대해줘》                   | 후보 |        |
| 2024 | KBS 연기대상                                          | 베스트 커플상 (with 김명수)    | 《함부로 대해줘》                   | 후보 |        |